# فاندا مزرقة
فاندا مزرقة (الاسم العلمي:Vanda coerulescens) هي نوع من النباتات تتبع جنس الفاندا من الفصيلة السحلبية.